# Tomáš Sivok
Tomáš Sivok, född 15 september 1983 i Pelhřimov, Tjeckoslovakien, är en tjeckisk fotbollsspelare som sedan 2015 spelar för den turkiska klubben Bursaspor och Tjeckiens fotbollslandslag.